# (9241) Rosfranklin
(9241) Rosfranklin est un astéroïde de la ceinture principale.

## Description
(9241) Rosfranklin est un astéroïde de la ceinture principale. Il fut découvert le 10 août 1997 à Reedy Creek par John Broughton. Il présente une orbite caractérisée par un demi-grand axe de 3,05 UA, une excentricité de 0,12 et une inclinaison de 12,4° par rapport à l'écliptique.

## Compléments